# Michelle W. Bowman
Michelle White Bowman, född 25 maj 1971 i Honolulu i Hawaii, är en amerikansk advokat, statstjänsteman och bankir.
Bowman är ledamot i styrelsen för USA:s centralbankssystem Federal Reserve System sedan den 26 november 2018 efter att hon utnämndes till det av USA:s 45:e president Donald Trump (R).

## Biografi
Michelle White Bowman avlade kandidatexamen i journalistik och marknadsföring vid University of Kansas samt en juristexamen vid Washburn University School of Law.
Bowman har tidigare varit bland annat praktikant åt senatorn Bob Dole; rådgivare åt USA:s representanthus rörande frågor om transport, infrastruktur, reformer och tillsyn; chef för kongress och mellanstatliga frågor vid krishanteringsmyndigheten Federal Emergency Management Agency (Fema) samt ställföreträdande assisterande statssekreterare och policyrådgivare åt USA:s inrikessäkerhetsminister Tom Ridge. Hon har också verkat inom näringslivet, ledde ett konsultföretag i London i England i Storbritannien och haft hög chefsposition inom familjebanken Farmers & Drovers Bank i delstaten Kansas, där hon senare blev även kommissarie rörande bankfrågor för delstaten.